# Malotlamci
Malotlamci (Orectolobiformes) jsou řád žraloků, který zahrnuje hlavně středně velké druhy s významnou výjimkou v podobě žraloka obrovského, který je s maximální délkou přes 18 m vůbec největším nesavčím obratlovcem.

## Charakteristika
Tělo včetně hlavy malotlamců bývají znatelně dorzoventrálně zploštělé, až některé druhy připomínají rejnoky (hlavně wobegongovití). Rypec je krátký až velmi krátký. Oči jsou umístěny na hřbetní části těla, avšak u rodů Stegostoma, Nebrius a Rhincodon jsou na straně. Na bocích zadní části hlavy se nachází na každé straně pět žaberních štěrbin, z nichž dvě až čtyři bývají umístěny nad bází prsních ploutví. Kolem malých úst se většinou táhnou vousky, i když např. u žraloka obrovského jsou zakrnělé. Nozdry jsou spojeny s ústy pomocí nosních drážek. Mají spirakulum a dvě hřbetní ploutve bez trnů. Prsní i pánevní ploutve mívají různou velikost od malých po velké. Řada druhů malotlamců vyniká výrazným zbarvením těla s různými pestrými vzory (např. kobercovec tasmánský, wobegong queenslandský). Menší druhy malotlamců žijí většinou při dně a pohybují se jen pomalu, zatímco větší druhy jsou aktivnější a mívají rozsáhlejší areál výskytu. Zatímco kobercovec čínský dosahuje délky pouze kolem 30 cm, žralok obrovský může měřit až přes 18 m.

## Biologie a výskyt
Některé druhy jsou vejcorodé a kladou vajíčka ve schránkách. Jiné druhy jsou vejcoživorodé, kdy se embrya v děloze vyživují žloutkovými váčky nebo neoplodněnými vajíčky, které samice pro tyto potřeby produkují. Zaznamenán byl i děložní kanibalismus. Malotlamci jsou rozšíření ve všech oceánech od mírného po tropický pás, i když většina druhů se vyskytuje v tropech a největší druhová diverzita nastává v západním Pacifiku v indopacifické oblasti. Obývají různá stanoviště od mělkých pobřežních vod a korálových útesů, zátok a písečných pláží kontinentálních šelfů po epipelagickou zónu. Vyskytují se v mělkých vodách, typicky do 200m, výjimečně do cirka 400 m. Živí se zooplanktonem, korýši, desetiramenatci (krakaticemi, sépiemi), plži, mlži, sasankami, ježovkami, korály a menšími až středně velkými druhy ryb.
Ohrožení malotlamců představuje hlavně jejich nechtěné ulovení při komerčním rybaření jiných druhů. V některých oblastech (Indie, Filipíny, Tchaj-wan) se nicméně rybáři cíleně zaměřují na některé druhy malotlamců (hlavně zástupci čeledí wobegongovití, žralůčkovití a pruhovcovití), jejichž ploutve a maso jsou v kuchyních jižní a jihovýchodní Asie vysoce ceněny.

## Systematika
Český zastaralý název řádu jsou žraloci kobercoví. K malotlamcům se řadí kolem 44 druhů ve 14 rodech a 7 následujících čeledích:
- Brachaeluridae – slepounovití
- Ginglymostomatidae – vouskatcovití
- Hemiscylliidae – žralůčkovití
- Orectolobidae – wobegongovití
- Parascylliidae – kobercovkovití
- Rhincodontidae – veležralokovití
- Stegostomatidae – pruhovcovití